# Fiverr
Fiverr — глобальний онлайн-маркетплейс послуг фрилансерів. Платформа Fiverr з’єднує фрилансерів із людьми чи підприємствами, які хочуть найняти. До найбільш високооплачуваних вакансій на Fiverr належать дизайн вебсайтів, менеджер соціальних медіа, коректура та копірайтинг, а також написання резюме. Свою назву Fiverr отримав від ціни в 5 доларів США, яка була запропонована для всіх завдань, коли компанія була заснована у 2010 році в Тель-Авіві. Сьогодні багато продавців беруть набагато більше, і сайт все частіше приносить своїм фрилансерам високий дохід. Платформа є глобальною, фрілансери та підприємства охоплюють приблизно 160 країн. Fiverr розміщено на NYSE у 2019 році.

## Історія
Fiverr заснували Міха Кауфман та Шай Вінінгер. Засновники придумали концепцію марткеплейсу, який забезпечить двосторонній ринок для купівлі та продажу різноманітних цифрових послуг, які зазвичай пропонують підрядники-фрілансери. Послуги, які пропонуються на сайті, включають написання, переклад, графічний дизайн, редагування відео та програмування. Послуги Fiverr починаються від 5 доларів США і можуть доходити до тисяч доларів.
У грудні 2013 року Fiverr випустила свій додаток для iOS в Apple App Store, а в березні 2014 року компанія опублікувала свій додаток для Android у магазині Google Play.
У листопаді 2015 року Fiverr оголосила, що залучила 60 мільйонів доларів США в рамках раунду фінансування серії D під керівництвом Square Peg Capital. Раунд збільшив їх загальне фінансування до 110 мільйонів доларів.
У червні 2019 року він зареєстрований на NYSE. 18 лютого 2021 року компанія повідомила про 189,5 мільйонів доларів доходу за 2020 фінансовий рік, що на 77% більше, ніж у попередньому фінансовому році (107,1 мільйона доларів).  

## Критика
У 2017 році Fiverr розкритикували за рекламу, яка зображала нездоровий спосіб життя та надмірність у робочій поведінці як ідеали, за якими слід жити.